# Quarterback sack

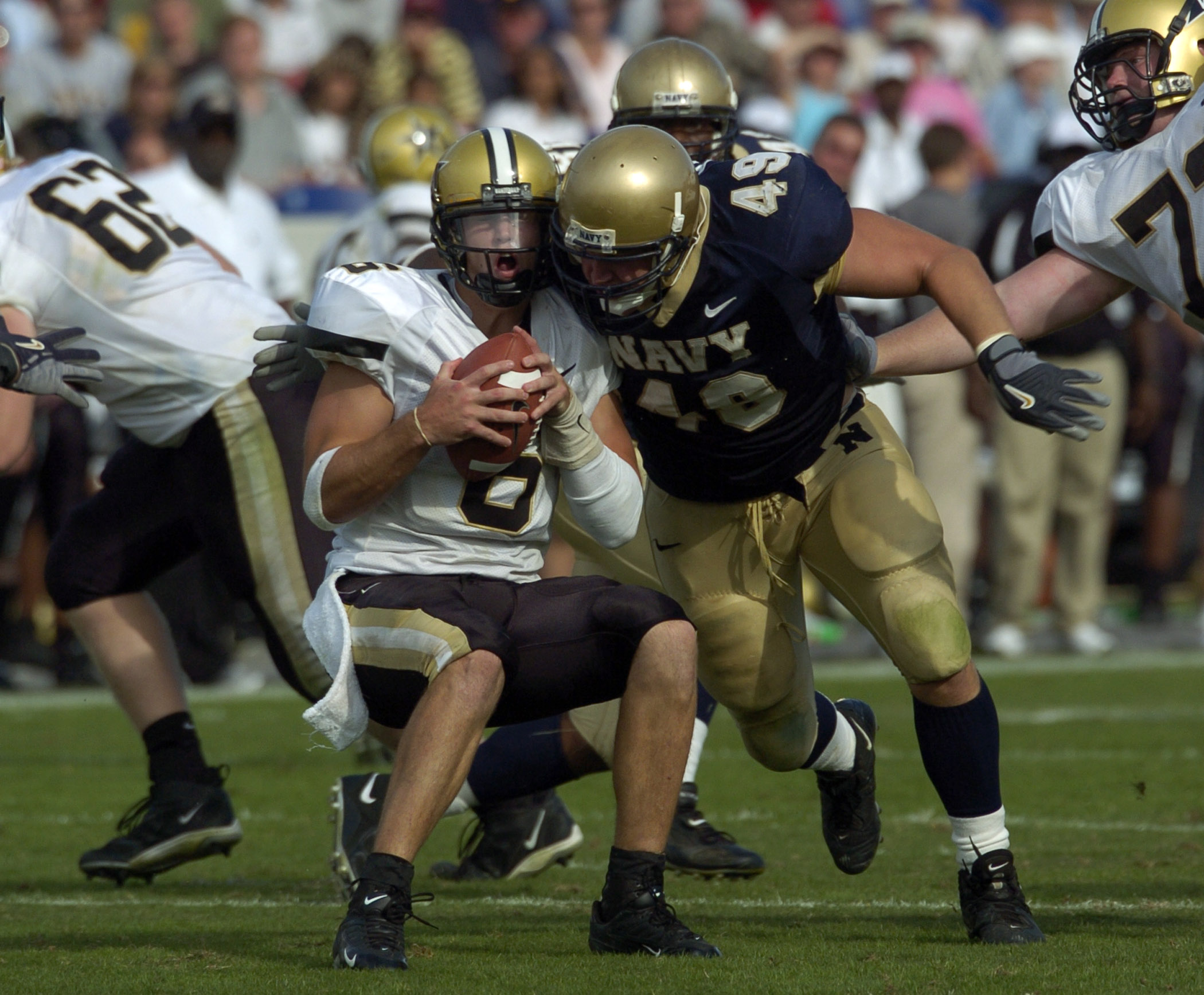
Foto en la que el ex-quarterback de Vanderbilt Jay Cutler es sackeado (o capturado) por un defensivo de Navy Midshipmen.

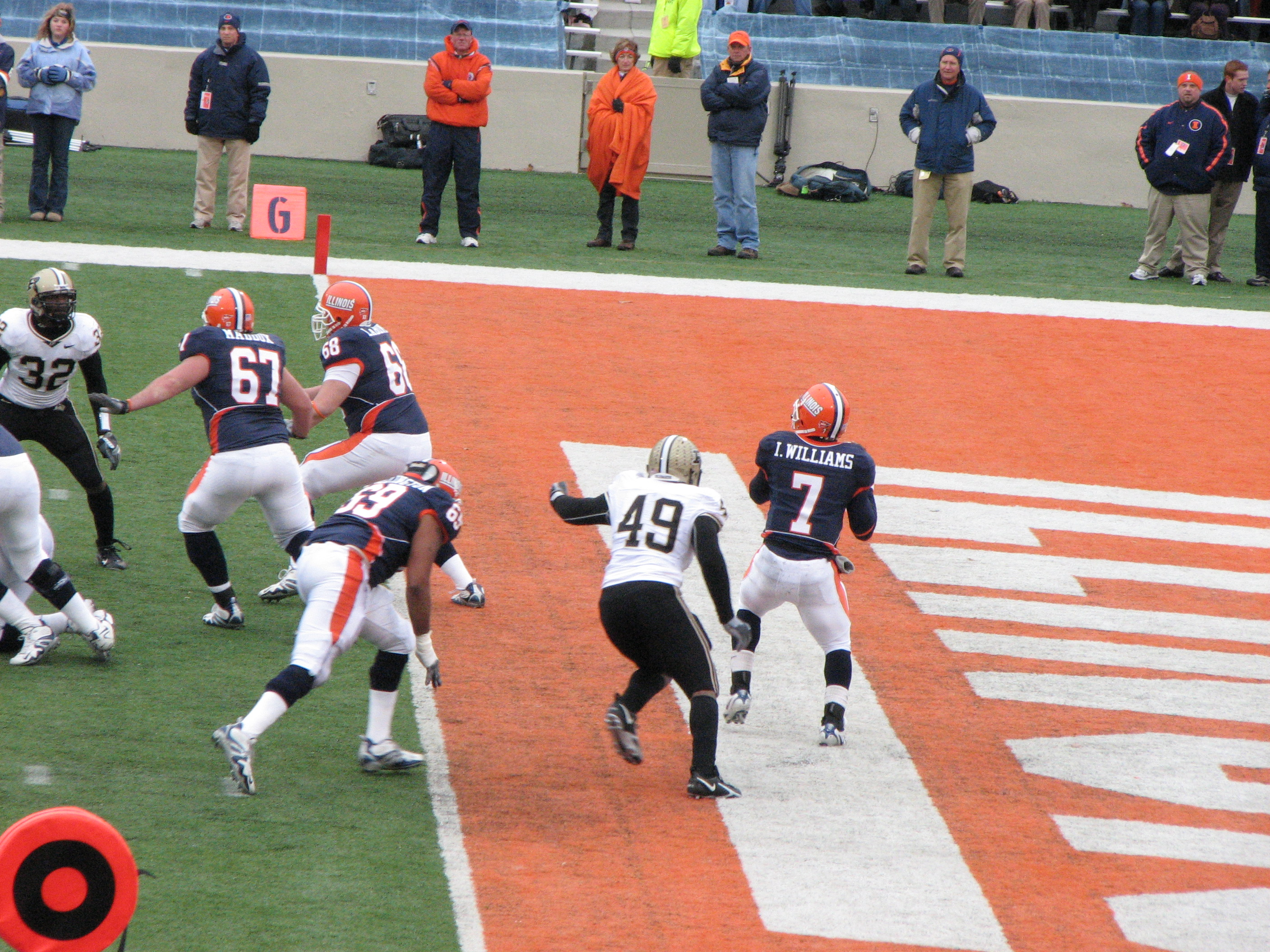
Isiah Williams, quarterback de Illinois a punto de ser sackeado (o capturado) dentro de su zona de anotación por un defensivo de Purdue.

En el fútbol americano y canadiense, un sack (conocido en México como captura de mariscal de campo o solo como captura) ocurre cuando el quarterback es tackleado o sale del campo de juego detrás de la línea de golpeo antes de lanzar un pase adelantado. Esto ocurre si alguien de la línea defensiva, alguno o algunos linebackers o defensive backs pueden superar rápidamente a los jugadores bloqueadores del equipo ofensivo, la protección básica del quarterback; o si el quarterback no puede encontrar en un tiempo razonable a un receptor elegible, incluyendo running backs y tight ends que puedan atrapar el balón, permitiéndole al equipo defensivo una mayor oportunidad de tacklear al quarterback.
En la NFL, es posible hacer un sack para cero yardas. El QB debe cruzar la línea de scrimmage "estadística" para evitar el sack.

## Yardaje
En la NFL las yardas perdidas en un sack o captura son sumadas como yardaje negativo a las yardas totales por pase del equipo ofensivo; sin embargo, las estadísticas totales de pase del quarterback no son afectadas por esa pérdida de yardas. Antes de un cambio de reglas en la NFL esto no sucedía. 

## Reglas
Para que pueda ser considerado un sack el quarterback debe intentar lanzar un pase adelantado. Si la jugada está diseñada para que el quarterback corra con el balón, cualquier pérdida es sustraída de las yardas totales por tierra del quarterback. Otra de las situaciones únicas donde el quarterback pierde yardas por tierra son las jugadas conocida como "kneel downs" (usadas para terminarse lo que reste del tiempo de juego oficial) y jugadas abortadas, como un fumble durante el snap. 
Un jugador recibe el crédito de medio sack cuando más de dos jugadores contribuyen a sackear a un quarterback.

## Término
El término "sack" como tal no era usado ampliamente dentro del ámbito del fútbol americano hasta después de la década de 1970; anteriormente solo se refería a tal hecho simplemente como que "un jugador fue tackleado detrás de la línea de scrimmage". La NFL solo comenzó a llevar registros de los sacks en 1982.

## Origen del término
El término "quarterback sack" fue acuñado por el miembro del Salón de la Fama Deacon Jones quien jugó como defensive end. El sentía que un sack devastaba al equipo ofensivo de la misma manera que una ciudad era devastada al ser "saqueada".